# Michal Kromholc
Michal Kromholc (Kromholcz, Krumholz, Krumbholz; 7. září 1672, Žabokreky – 23. února 1739, Levoča) byl římskokatolický kněz, pedagog, náboženský spisovatel a jezuita.

## Životopis
Od roku 1694 člen jezuitského řádu. Působil jako kazatel, superior domu a studijní prefekt na Slovensku, Ukrajině a v Rumunsku. Vyučoval na gymnáziu v Banské Bystrici (1719–1720). Autor latinských epigramů a slovenských panegyrických pohřebních i polemických kázání s expresivními metaforami barokní poetiky.

## Dílo
- Příklady života dobrého a smrti, Trnava, 1719[1]